# Scytalopus magellanicus
El churrín magallánico (Scytalopus magellanicus), también conocido como churrín andino, churrín patagónico (en Argentina), churrín del sur (en Chile), choco, para-atrás o San José (en Chile), es una especie de ave passeriforme perteneciente al numeroso género Scytalopus de la familia Rhinocryptidae. Es nativa del sur de América del Sur.

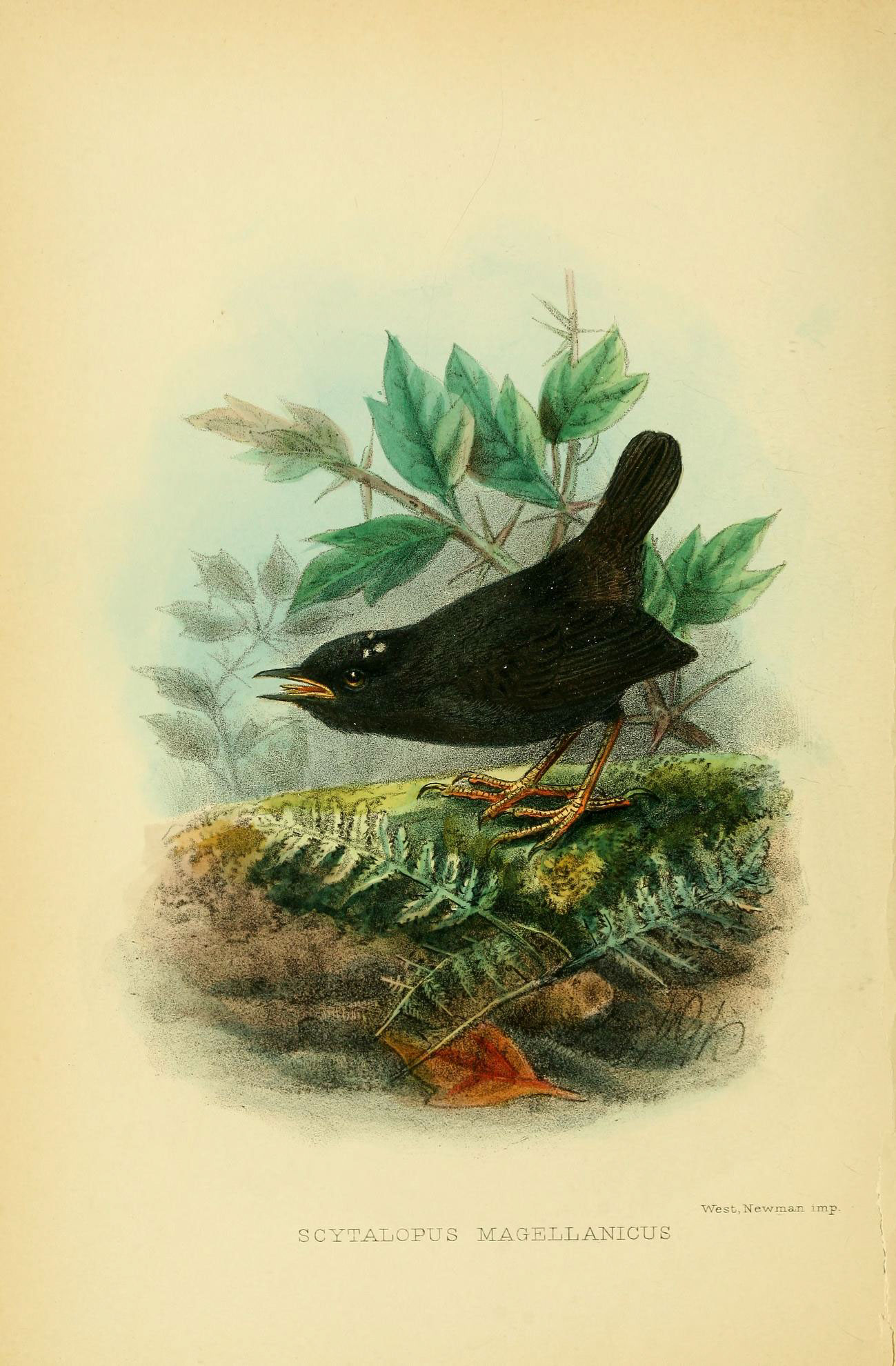
Scytalopus magellanicus, ilustración de Keulemans, para The birds of Tierra del Fuego, de Richard Crawshay, 1907.

## Descripción
Es un ave parecida a los trogloditas, con 10 a 12 cm de longitud. El pico es delgado y negro, mientras que las patas son de color rosado y bastante largas. La cola es corta y recta. El plumaje es de color gris oscuro con un tinte castaño en los flancos y las alas. Algunas aves tienen un parche de color blanco plateado en la corona. Los pájaros jóvenes son de color marrón oscuro y por lo general carecen de blanco en la coronilla.

## Distribución y hábitat
Su gama se extiende hacia el norte, desde Tierra del Fuego hasta la Región de Valparaíso en Chile y la provincia de San Juan en Argentina. Charles Darwin recogió una muestra en las Islas Malvinas en 1833 o 1834, pero no ha habido registros definidos allí desde entonces.
Es bastante común y ampliamente diseminada en el sotobosque de bosques húmedos templados, sus bordes, en clareras arbustivas, y áreas rocosas o de pastizales, principalmente abajo de los 1000 m s. n. m. de altitud, pero hasta los 2500 a 3000 m en el centro de Chile.

## Comportamiento
Habita en los bosques con densa vegetación cerca al nivel del suelo donde busca insectos. Es terrestre y prefiere correr en lugar de volar.

### Reproducción
El nido en forma de domo está hecho de musgos, líquenes y raíces. La hembra coloca de dos a tres huevos blancos.

## Taxonomía
La especie en el pasado incluyó un número de subespecies distribuidas a lo largo de los Andes; Scytalopus acutirostris, S. griseicollis, S. canus, S. affinis, S. altirostris, S. urubambae, S. simonsi, S. zimmeri, S. superciliaris y S. fuscus fueron separadas como especies plenas en 2005 por el South American Classification Committee (SACC) como resultado de los estudios de Krabbe & Schulenberg, 1997. Los estudios demostraron que difieren vocalmente unas de las otras. Ocurre de forma simpátrica con S. fuscus en el centro de Chile. Es monotípica.